# Kanelstjärtad sparv
Kanelstjärtad sparv (Peucaea sumichrasti) är en fågel i familjen amerikanska sparvar inom ordningen tättingar.

## Kännetecken

### Utseende
Kanelstjärtad sparv är en rätt stor (17,5 cm) medlem av familjen amerikanska sparvar med grå och rostfärgad fjäderdräkt och tydligt tecknat ansikte. Ovansidan är svartstreckat gråbrun, undersidan ljusgrå med vitaktig buk och kanelbrunt på flanker och undersidan av stjärten. Hjässan är rostfärgad med mörkare streck och ett grått centralt hjässband. I ansiktet syns svarta mustasch- och strupsidestreck och grå örontäckare.

### Skillnad mot liknande arter
Rostryggig sparv är större med mörkare örontäckare och mer rostfärgad ovansida, medan oaxacasparven är ytligt lik men har gråbrun stjärt, saknar mustaschstreck och gråbruna, ej rostbruna, mindre täckare.

### Läten
Sången består av en serie ljusa och metalliska toner som ofta framförs i duett mellan könen. Bland lätena hörs en ljus dubblerad ton.

## Utbredning
Fågeln förekommer i torra områden utmed Stillahavssluttningen i södra Mexiko (Oaxaca). Den anses vara monotypisk.

### Släktestillhörighet
Tidigare placerades arten i släktet Aimophila, men genetiska studier visar att arterna i släktet inte är varandras närmaste släktingar.

### Familjetillhörighet
Tidigare fördes de amerikanska sparvarna till familjen fältsparvar (Emberizidae) som omfattar liknande arter i Eurasien och Afrika. Flera genetiska studier visar dock att de utgör en distinkt grupp som sannolikt står närmare skogssångare (Parulidae), trupialer (Icteridae) och flera artfattiga familjer endemiska för Karibien.

## Status
Kanelstjärtad sparv har ett litet utbredningsområde och population uppskattad till mellan 20 000 och 50 000 vuxna individer. Internationella naturvårdsunionen IUCN kategoriserar därför arten som nära hotad. Beståndet verkar dock vara stabilt.

## Namn
Fågelns vetenskapliga artnamn hedrar Adrien Louis Jean François Sumichrast (1828-1882), schweizisk naturforskare och samlare av specimen bosatt i Mexiko 1855-1882.